# کارتی
کارتی (به انگلیسی: Karthi) (زاده ۲۵ می ۱۹۷۷) بازیگر هندی است.
از کارهای معروف او می‌توان به بازی در فیلم‌های نفس، دلیر، در آسمان، پاراتیوران، ساگونی، الکس پاندیان، همه پادشاه خوش‌تیپ، من قدیس نیستم، بریانی، دو، سلطان، زندانی، پونیین سلوان: قسمت اول، نوجوان، پلنگ، پونیین سلوان: قسمت دوم، یک در هزار و سردار اشاره کرد.